# やしろの森公園
やしろの森公園（やしろのもりこうえん）は兵庫県加東市に所在する公園である。正式名称「兵庫県立やしろの森公園」である。

## 概要

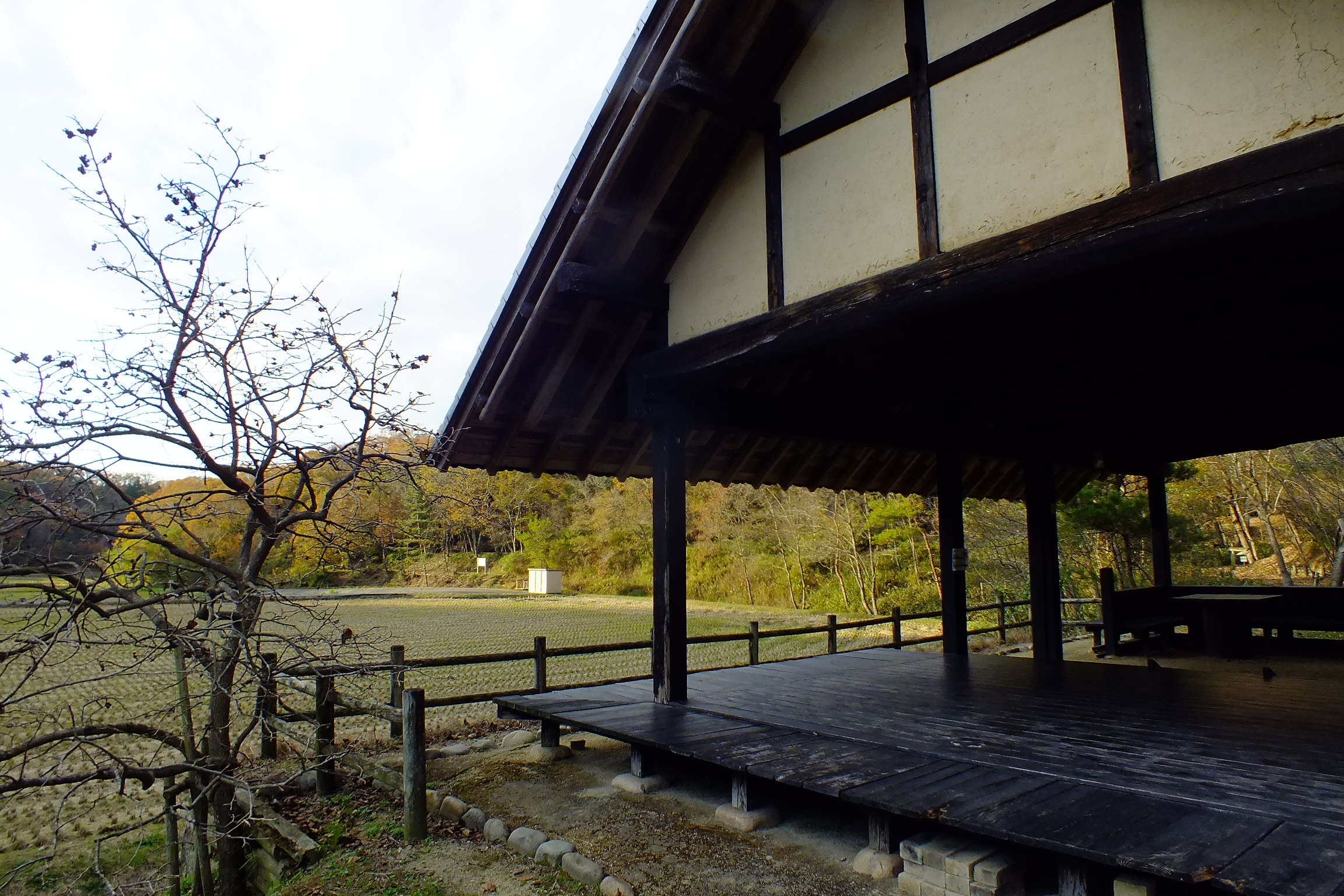
実りの東屋と刈入れの終わった田

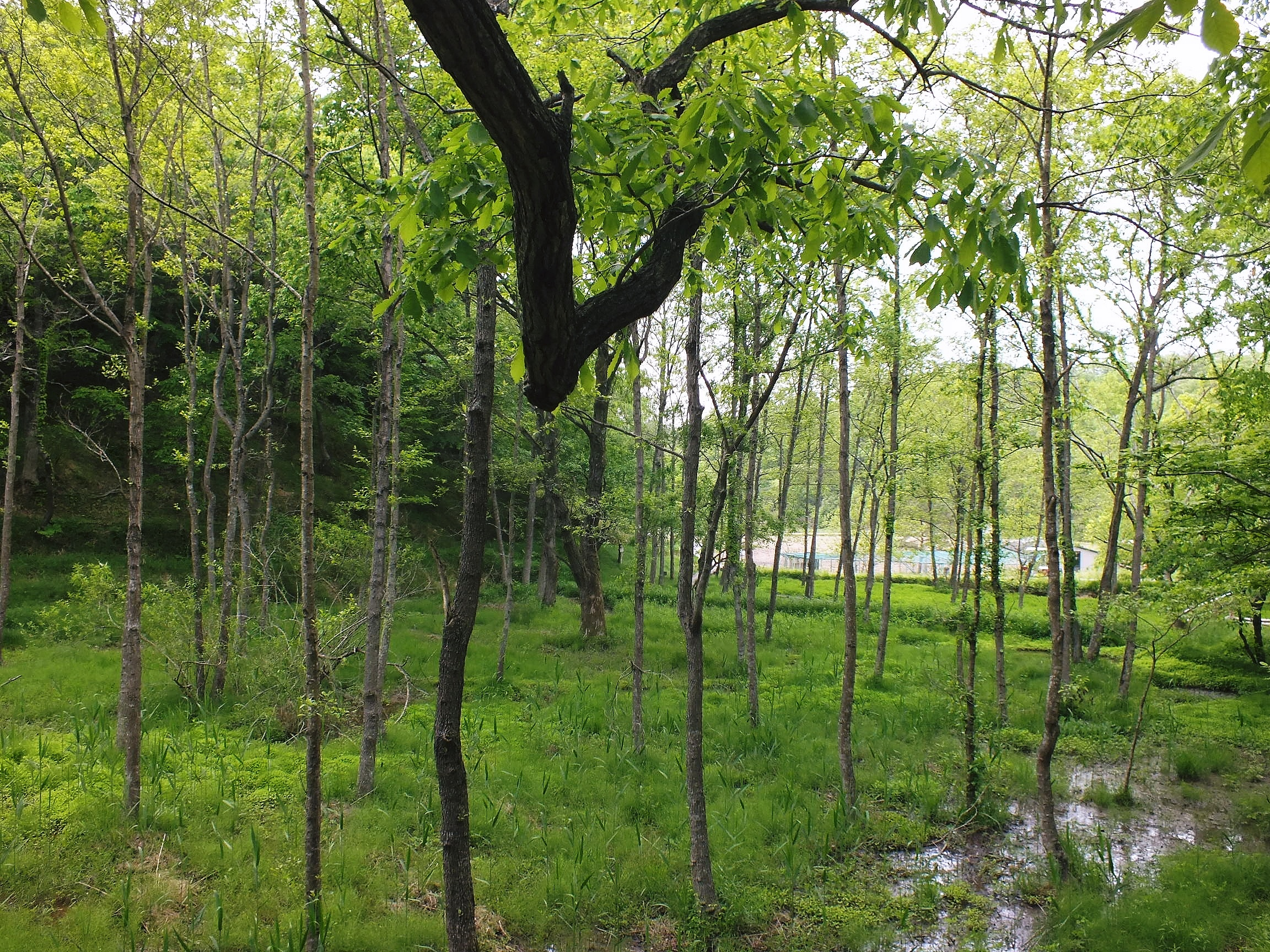
ハンノキの大群

- 兵庫県加東市の中心部から東側に位置し、法人税の超過課税を財源に、「兵庫県民の文化」・「スポーツ」・「レクリエーション」の三つの活動の場となる、兵庫県民の参画と協働による兵庫県下で初めて「自然活用型野外CSR事業」の一環として、1995年頃から準備期間を経て2000年7月1日に設立された。兵庫教育大学・兵庫県立嬉野台生涯教育センターが近くにある雑木林の中に湿地・学習用の畑と田んぼがある公園である。宿泊施設は園内にはない[2][3][4][5][6]。

### 特徴
- 地球環境と電力削減の為、自動販売機が未設置である[3]。
- 活動スタッフと呼ばれるボランティアスタッフが中心となって運営されている。（活動は花（ササユリ）の保全・プログラムの企画と運営・森づくり活動など）[2]また、1日体験が可能な里山保全ボランティアがある[1]。
- 「森もりの日」が制定されている[1]。
- 里山環境に馴染むものとして活動拠点を設け、その中で農家を再現した建物がある[6]。

## 歴史
- 1999年（平成11年）11月27日- 着工[6]
- 2000年（平成12年）6月30日 - 完工[6]
- 2000年（平成12年）7月1日 - 開園[3]

## 施設概要
- 管理事務所
- 木造平屋建て
- ため池観察デッキ
- 学習用田畑
- みのりの広場
- 炭焼き窯
- 東屋
- ビオトープ

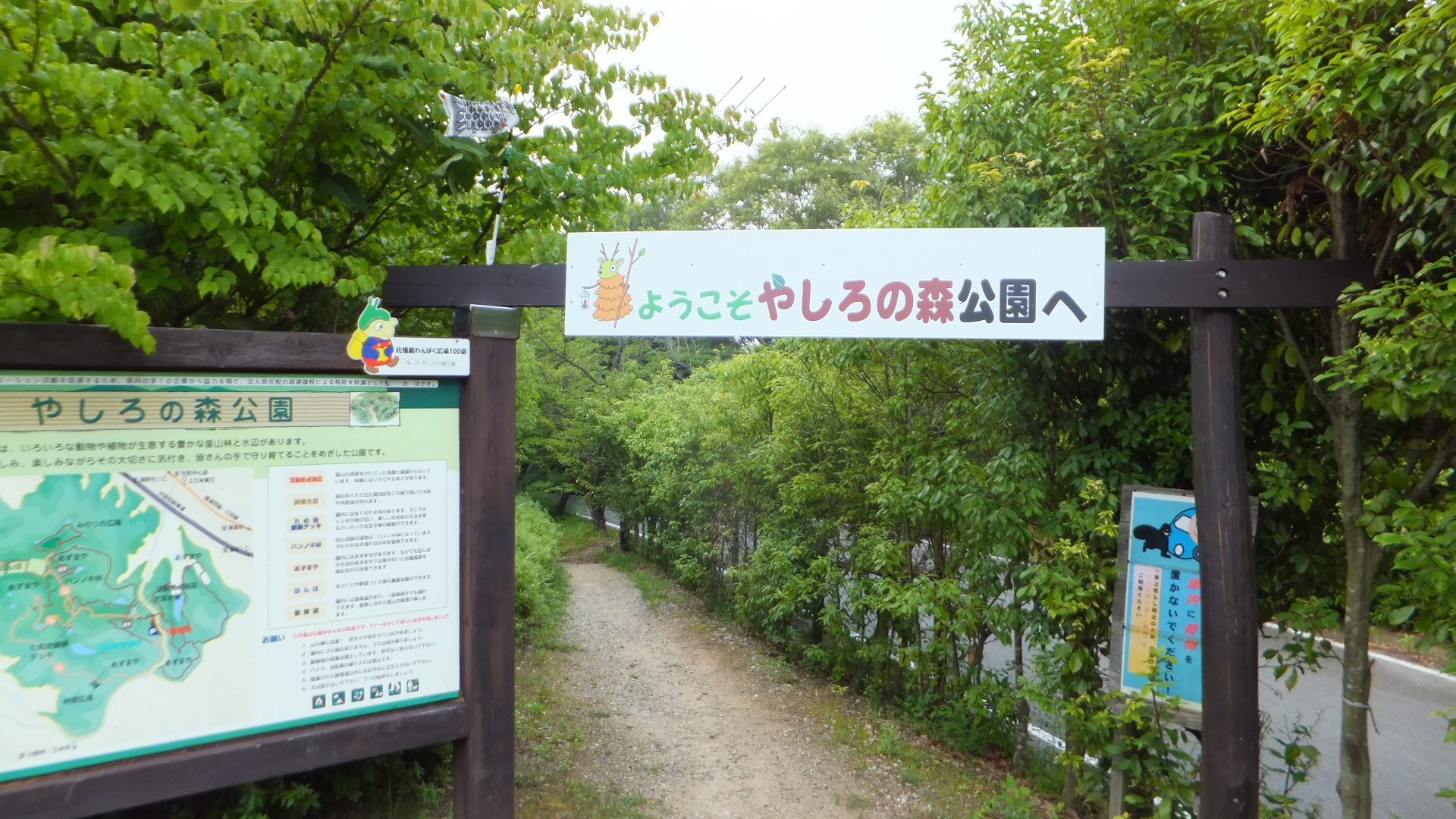
公園入口
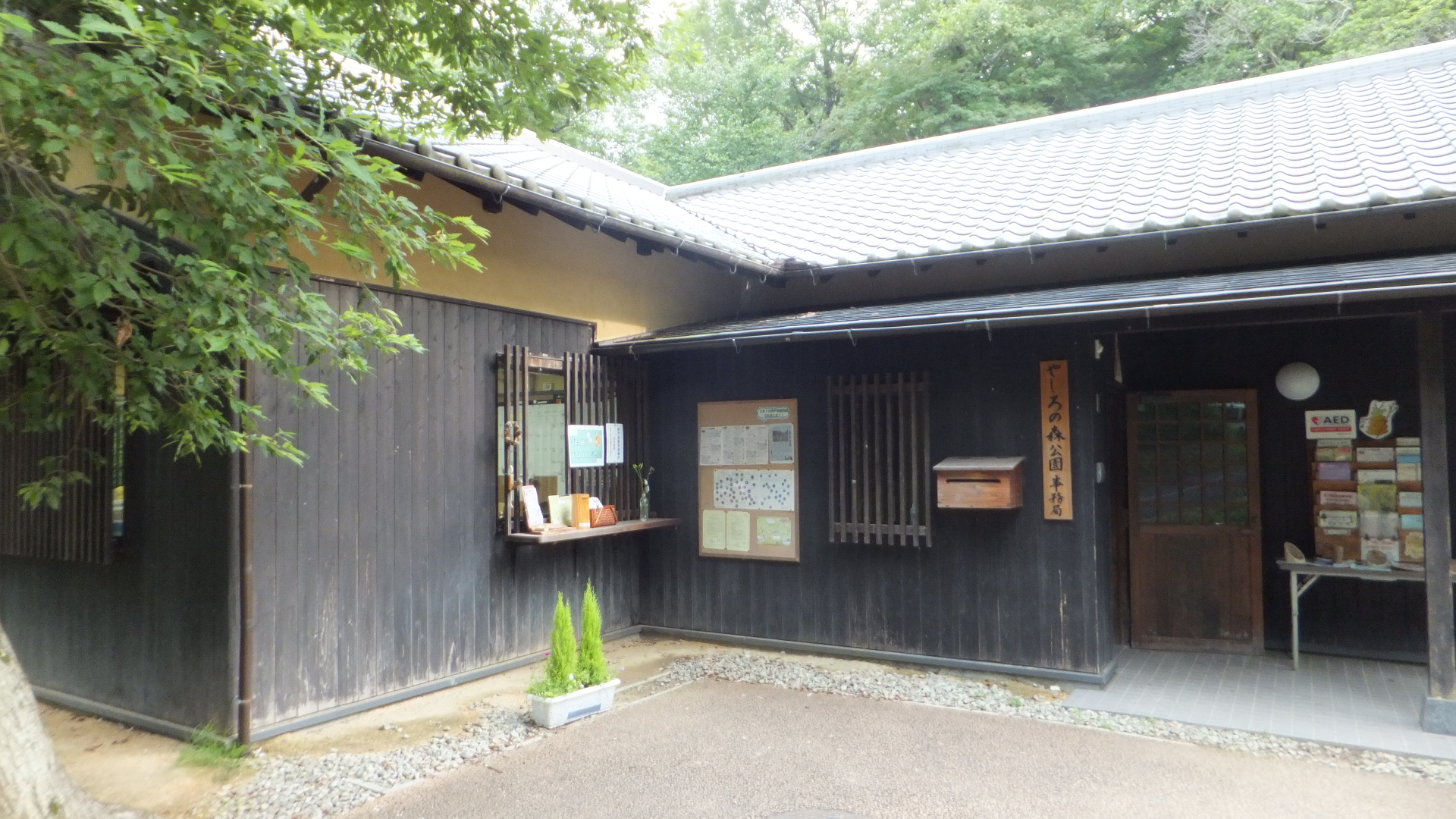
管理事務所
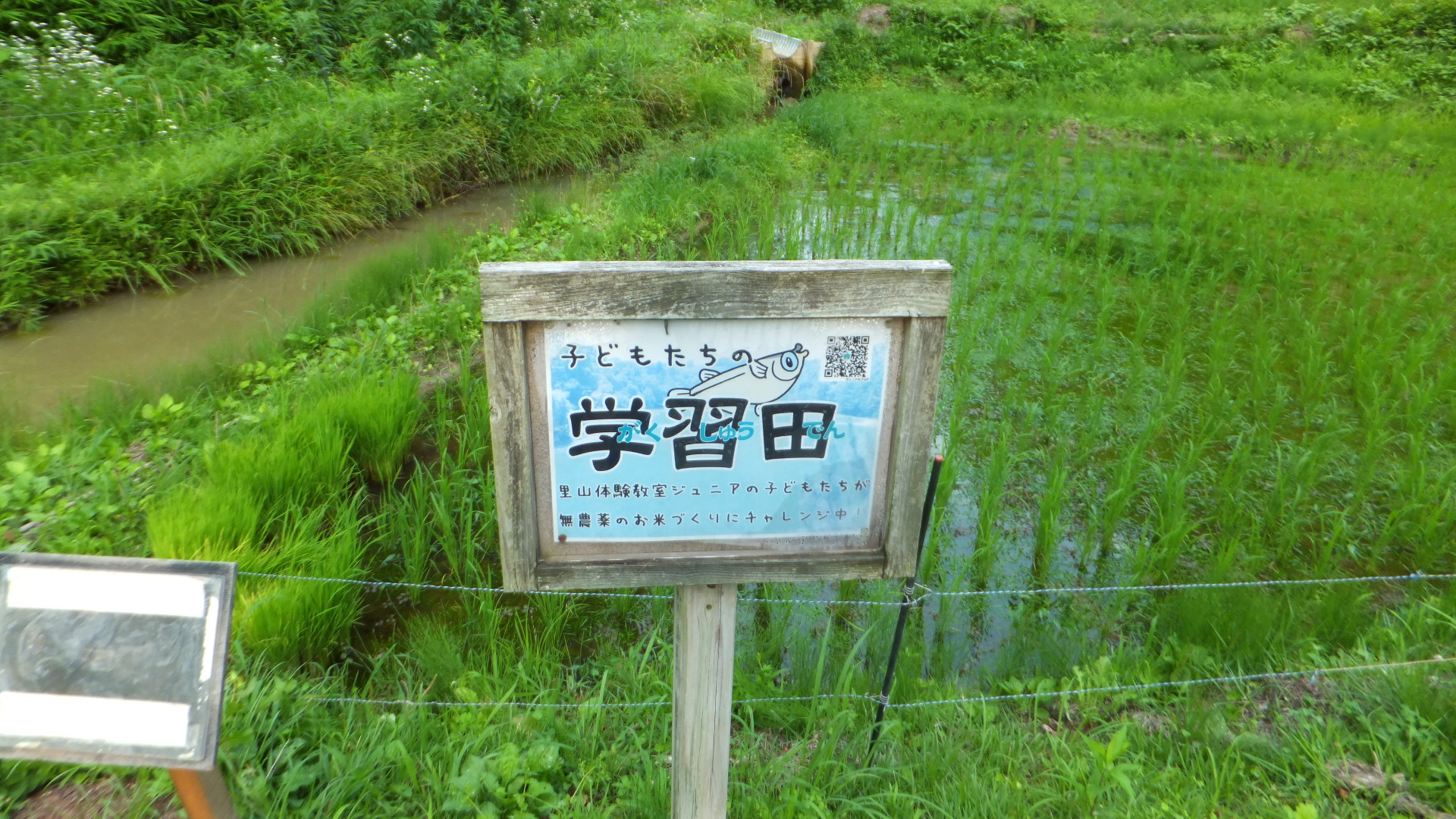
学習用の畑
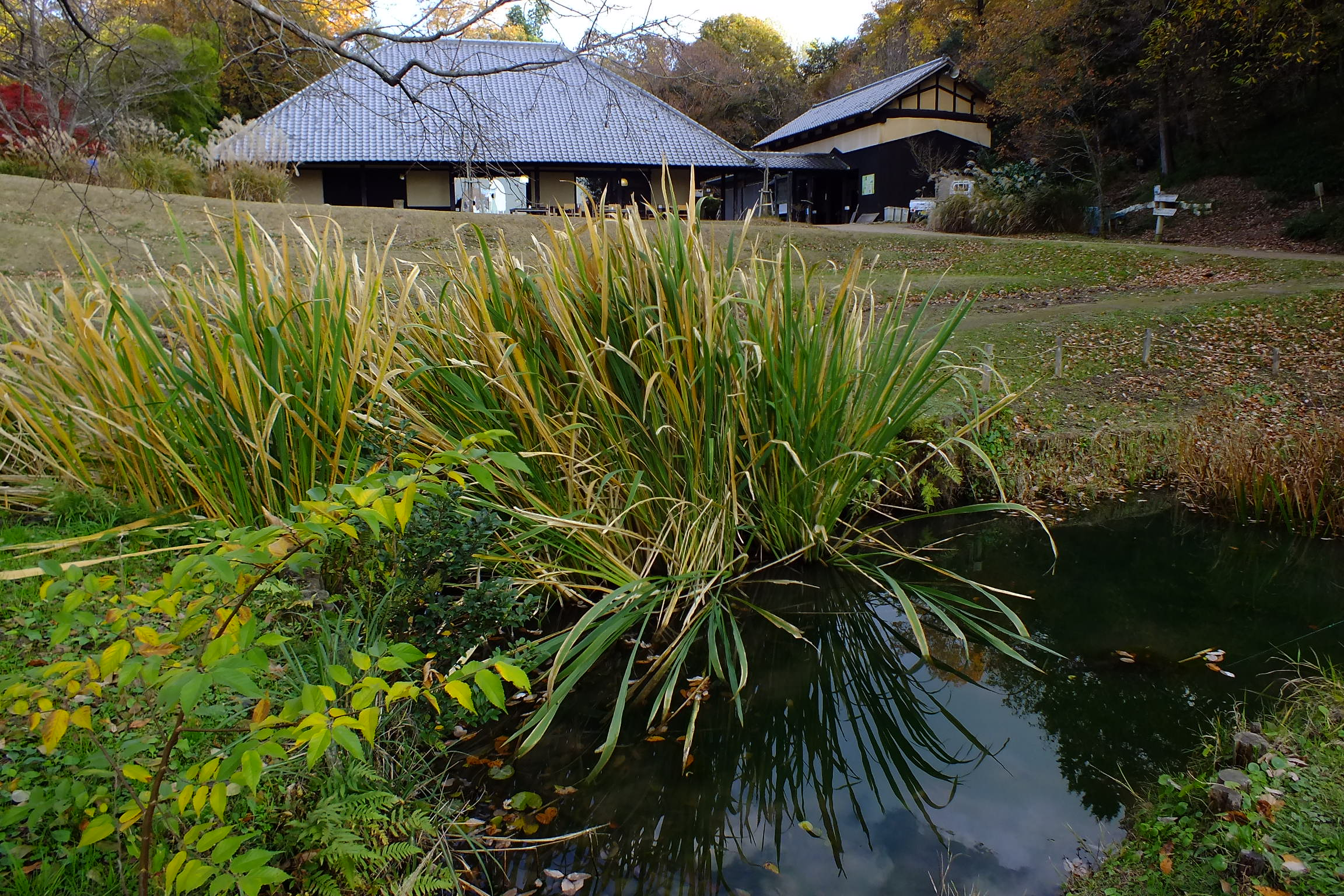
活動の拠点となる母屋
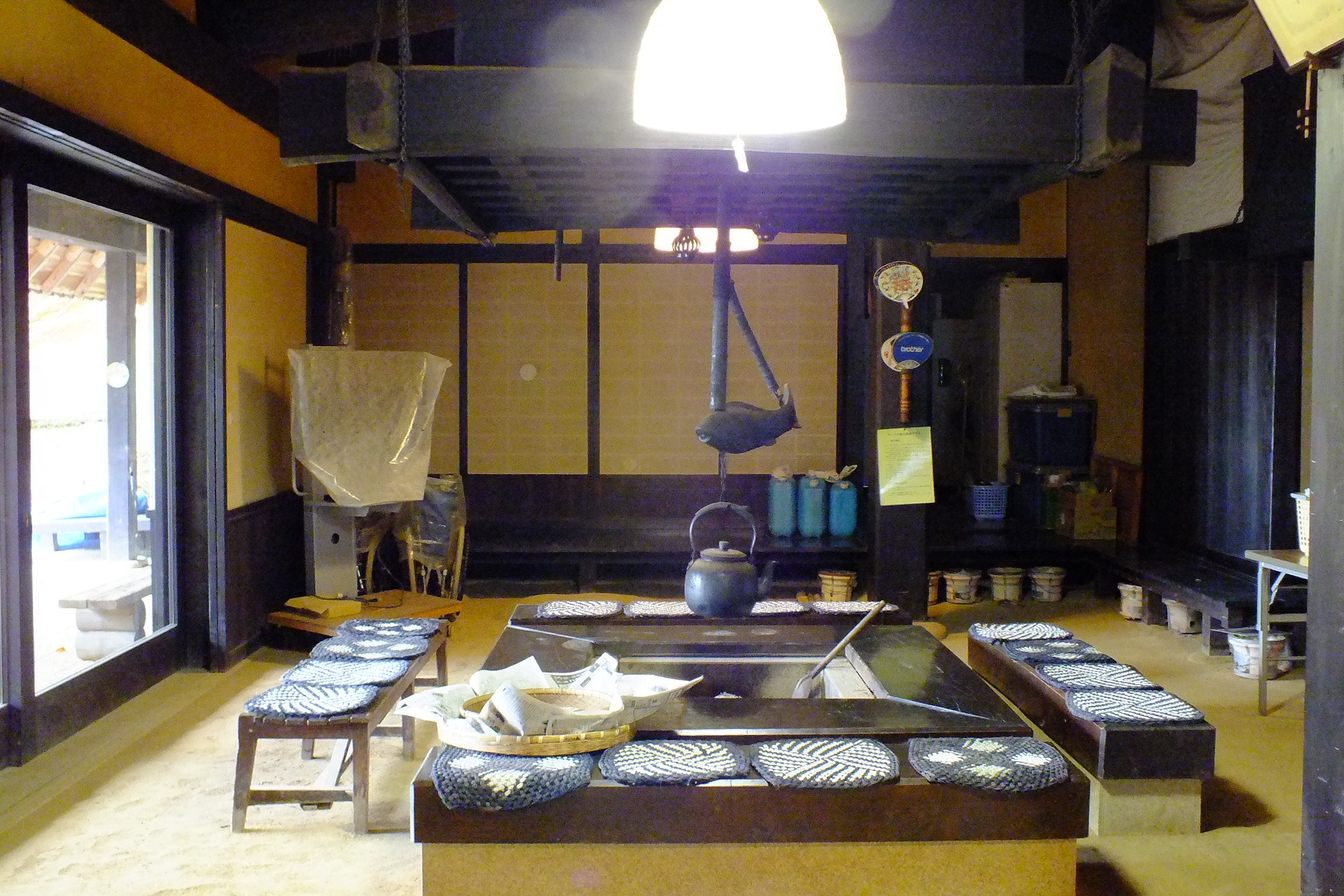
母屋内部と囲炉裏
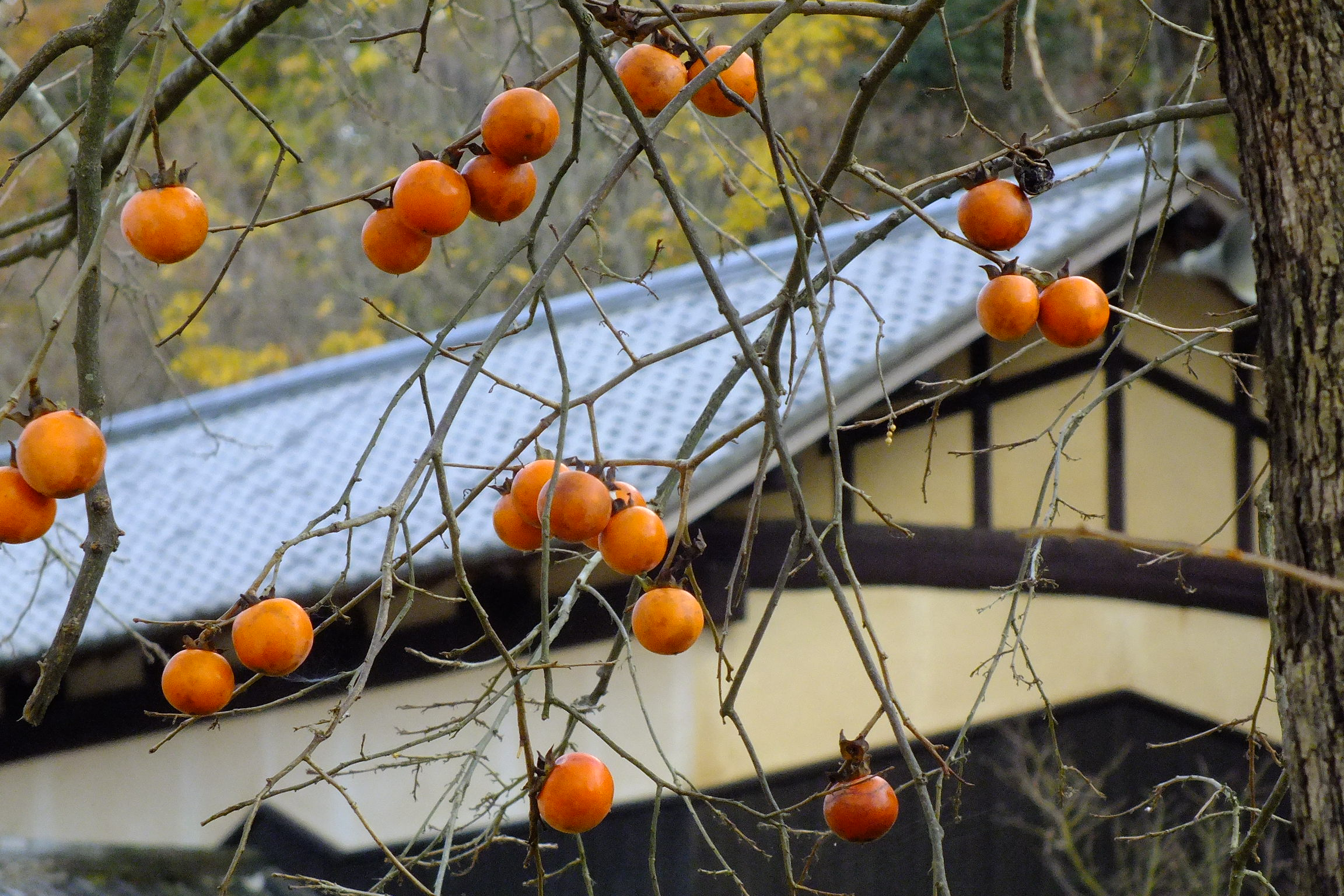
母屋の一部とカキの木
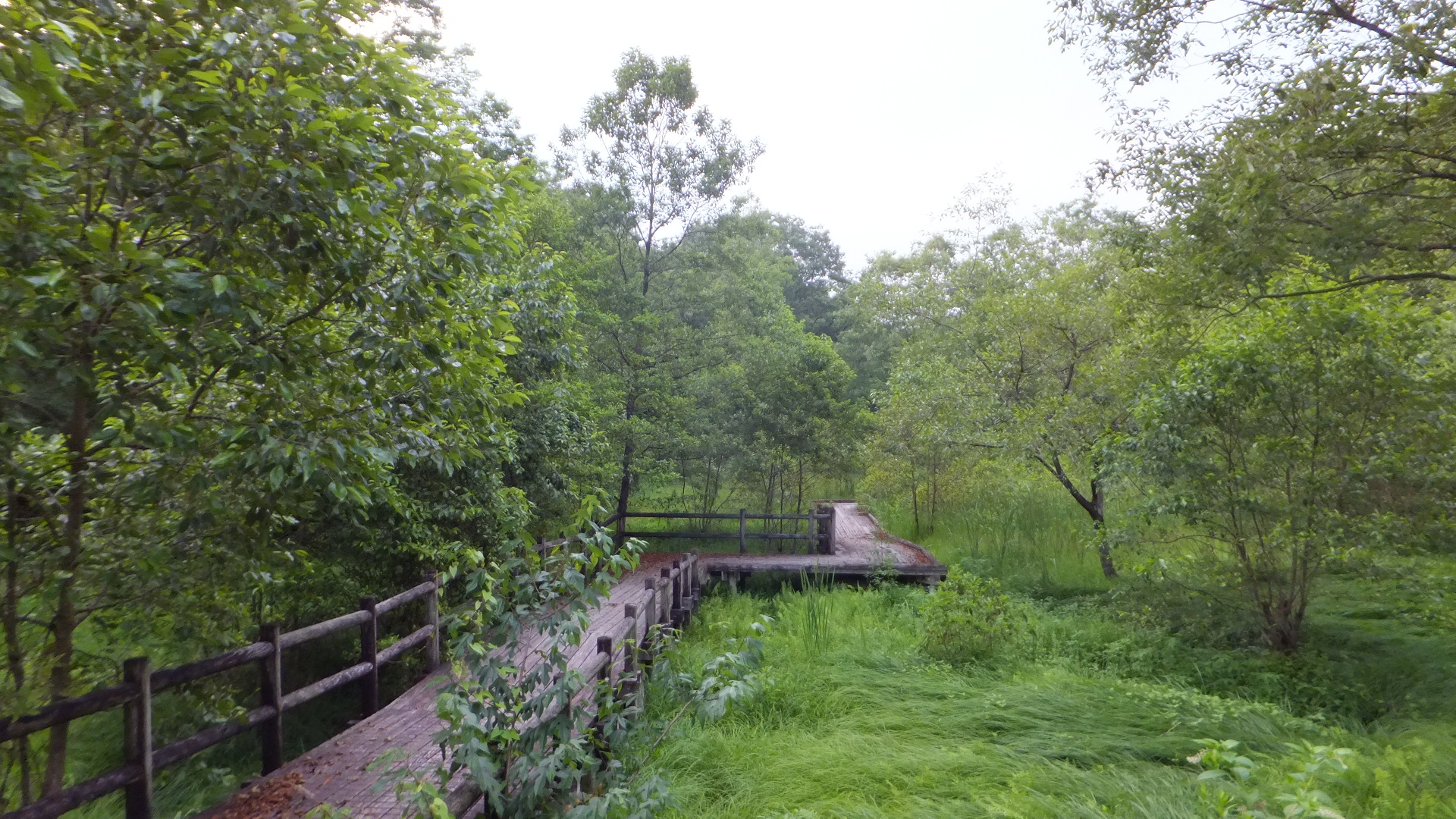
ため池観察デッキへ続く木道
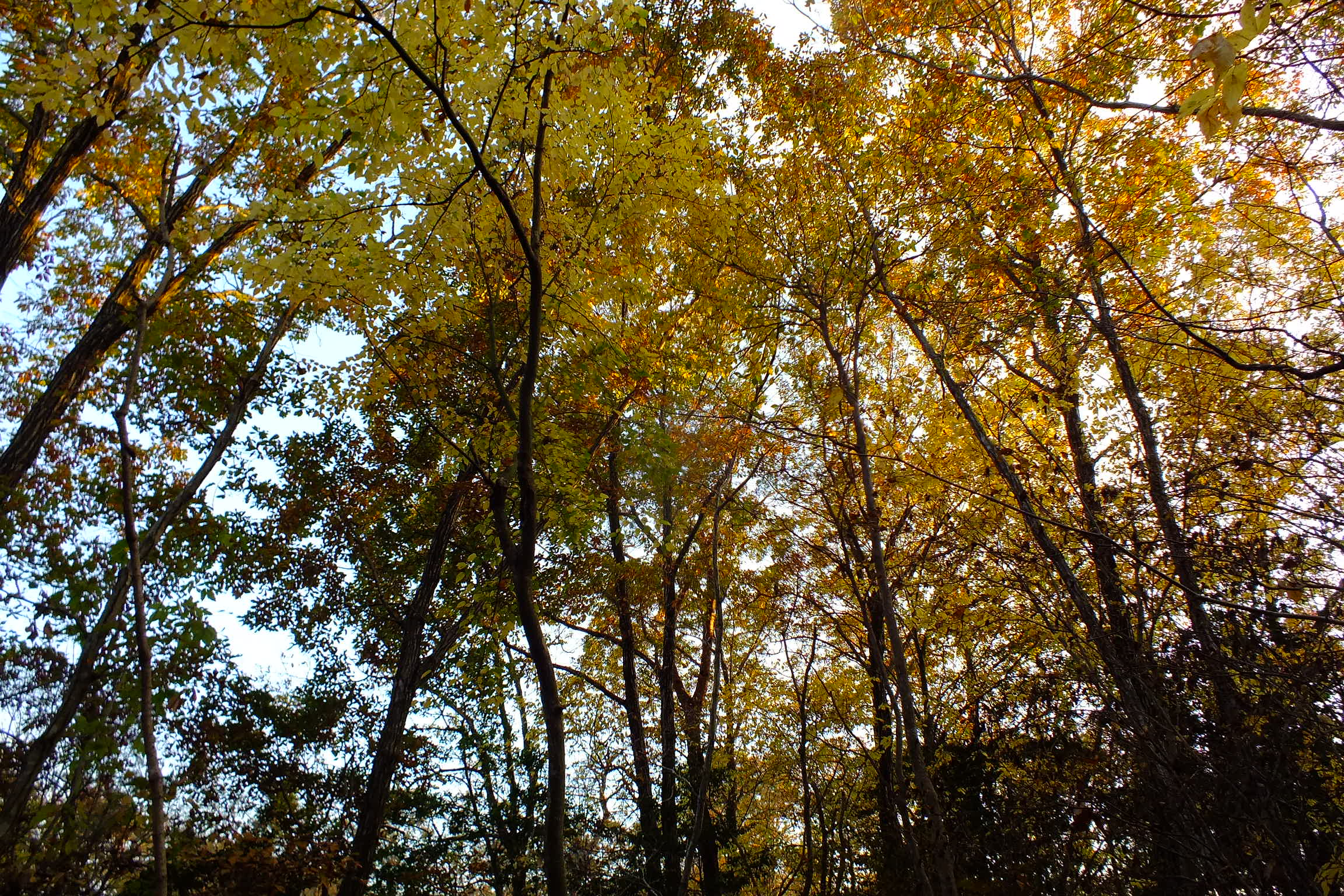
紅葉する雑木林
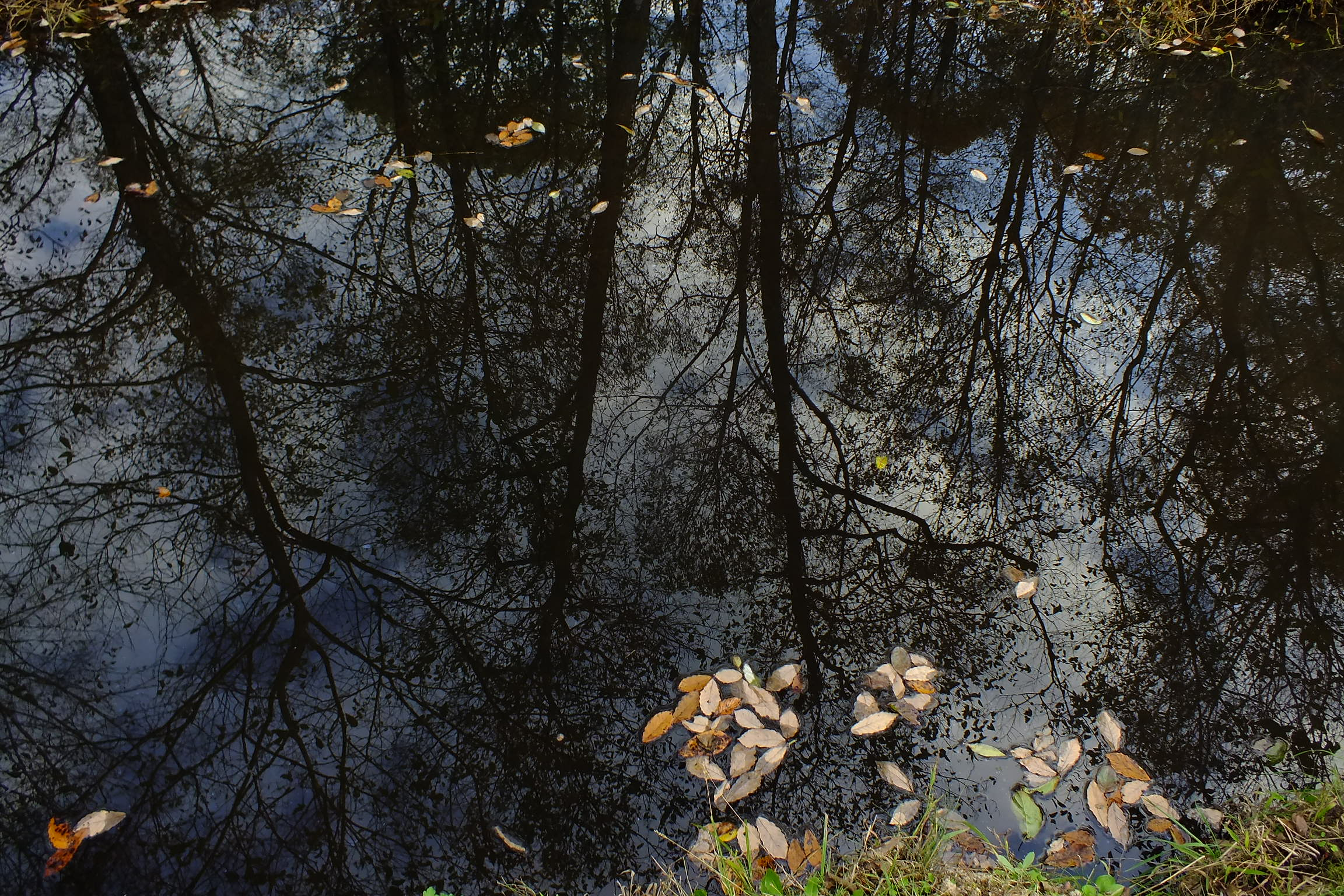
ビオトープの池
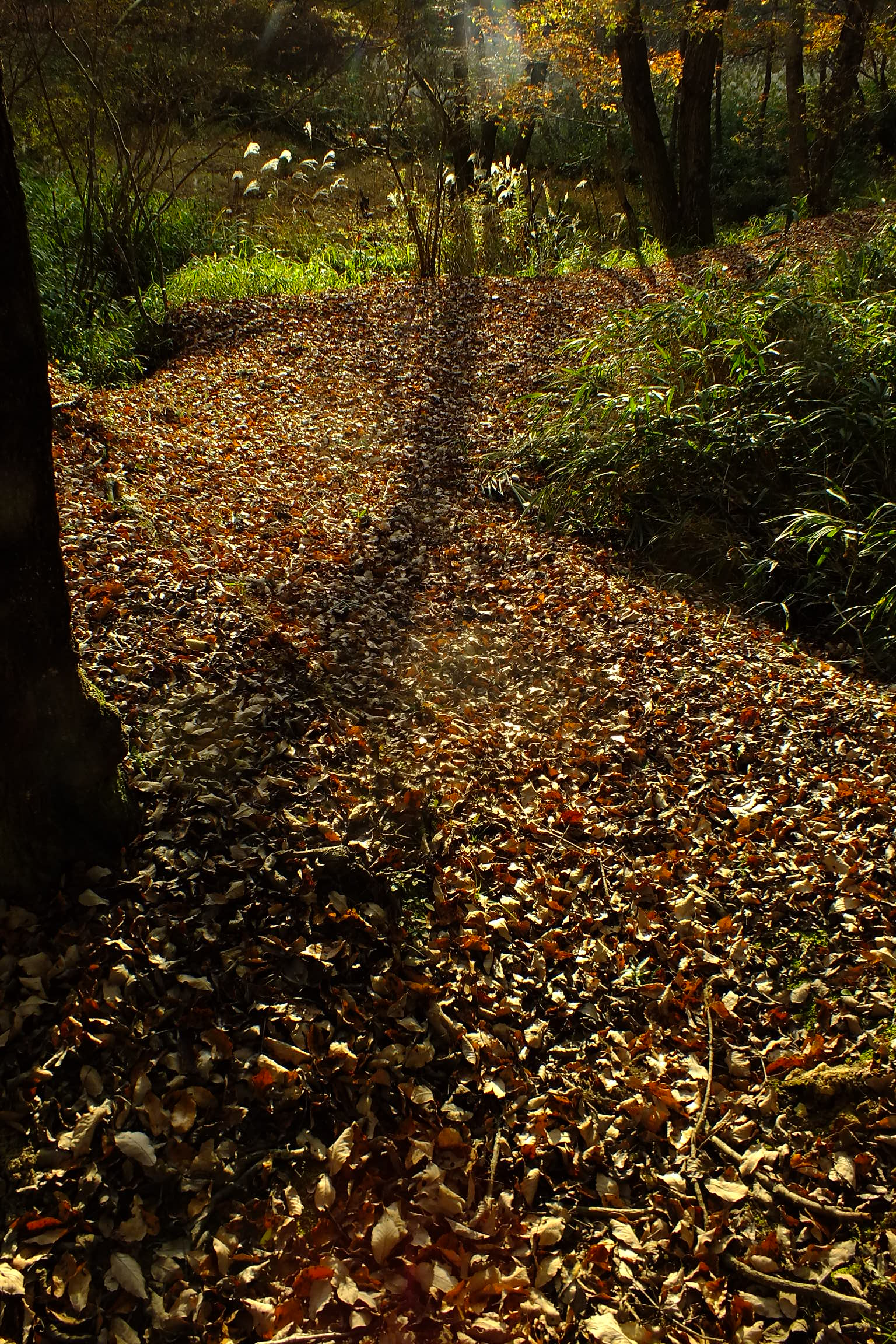
あゆみの森への周遊路

## アクセス
- 中国自動車道ひょうご東条インターチェンジから約15分[1]